# Пирумов, Ростислав Арчилович
Ростисла́в Арчи́лович Пиру́мов (род. 19 марта 1955, Тбилиси, СССР) — советский и российский кинооператор.

## Биография
Родился 19 марта 1955 года в Тбилиси.
В 1978 году окончил Всесоюзный государственный институт кинематографии имени С. А. Герасимова, операторский факультет (мастерская И. В. Шатрова).
Работал на студии «Таджикфильм» с 1978 по 1993 годы. С 1993 года живёт и работает в Москве. Сотрудничает с режиссёром Валерием Ахадовым (фильмы «Семейные тайны», «Дополнительный прибывает на второй путь», «Хромой дервиш», «Парниковый эффект»). Снял награждённый многочисленными призами фильм Бахтиёра Худойназарова «Лунный папа» и фильм Веры Глаголевой «Чёртово колесо».
Преподаёт на операторском факультете ВГИКа.
Член союза кинематографистов Российской Федерации. Член гильдии кинооператоров России.

## Фильмография
1. 1979 — Стрельба дуплетом
2. 1980 — Контрольная полоса
3. 1982 — Захват
4. 1983 — Приключения маленького Мука
5. 1983 — Семейные тайны
6. 1984 — Позывные «Вершина»
7. 1986 — Дополнительный прибывает на второй путь
8. 1986 — Хромой дервиш / Sánta dervis (СССР, Венгрия, Турция)
9. 1987 — Искупление
10. 1988 — Идеальный пейзаж в пустыне
11. 1989 — Пришелец
12. 1994 — Терра инкогнита / Terra incognita (Греция)
13. 1995 — Крыло мухи
14. 1999 — Лунный папа
15. 2003 — Красный четверг
16. 2005 — Парниковый эффект
17. 2006 — Чёртово колесо
18. 2007 — Сорок
19. 2007 — Судебная колонка
20. 2008 — Генеральская внучка
21. 2011 — Бежать
22. 2011 — Папаши
23. 2012 — Крепкий брак